# Tricoceps minicornis
Tricoceps minicornis är en insektsart som beskrevs av Capener 1972. Tricoceps minicornis ingår i släktet Tricoceps och familjen hornstritar. Inga underarter finns listade i Catalogue of Life.